# Demónax
Demónax o Demonacte (en griego: Δημώναξ; n. Chipre; fl. siglo II d. C.) fue un filósofo de Grecia, residente en Atenas, ciudad del Imperio romano.

## Fuente
La única fuente de información acerca de él es Vida de Demónax, obra de su discípulo Luciano Samosatense. Este escritor, que en repetidas ocasiones se burla ácidamente de los filósofos, reivindica a Demónax, pensador de poca fama, porque lo admira por dar testimonio continuo de su doctrina con su vida sencilla, íntegra y sincera.

## Vida y pensamiento
Demónax era de familia opulenta, pero abandonó sus riquezas para dedicarse con libertad a la filosofía. Sumamente instruido, sabía de memoria a los más excelentes poetas, y había acostumbrado su cuerpo al gimnasio para no depender de nadie.
No se adhería a una escuela filosófica en especial, pero sus más fuertes influencias eran Sócrates, Diógenes el Perro y Aristipo. Aunque no utilizaba la ironía socrática, a través de sus reprensiones buscaba imitar a los médicos, curando el errar de los hombres. A los felices les recordaba lo efímero de los bienes, a los tristes que la muerte, como olvido y libertad, pronto envolvería a todos en igualdad. Demonax solamente se entristecía por la enfermedad o fallecimiento de algún amigo, pues consideraba que la amistad es el mayor de los bienes.
Si bien al final de su vida obtuvo una admiración general, al comienzo su severidad le consiguió enemigos, que lo denunciaron por impiedad al no participar de los misterios eleusinos. El filósofo se defendió diciendo que «lo que le impedía iniciarse era que, si fuesen malos, no podría menos de revelárselos a los profanos para apartarlos de las orgías, y si fuesen buenos, los divulgaría también por amor a los hombres».

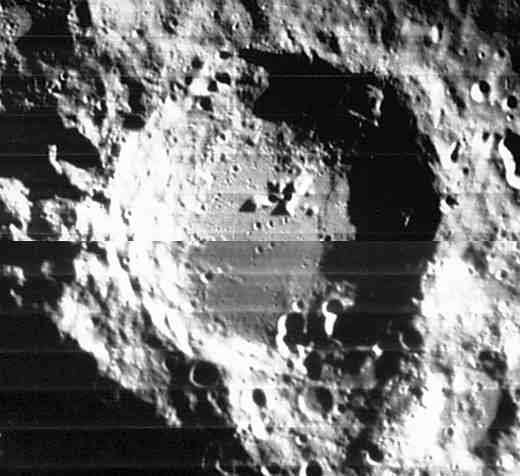
El cráter nombrado en 1935 en memoria de Demónax.

Siendo las burlas habituales en el carácter de los cínicos, Demónax las aplicó a Favorino, a Herodes Ático, al varón consular Cetego, y a muchos otros.
Consideraba que la felicidad consistía en la libertad, y que solamente era libre aquel que ni teme ni espera, porque todas las cosas humanas «no son dignas de miedo ni de esperanza, pues todas, agradables o molestas, son, sin excepción, caducas». El alma es inmortal solamente teniendo en cuenta que todo lo existente es inmortal.

## Homenajes y legado
Demonacte fue, junto con Diógenes, Crates el Abrepuertas y el Emperador Nerón, uno de los pocos que en vida fue considerado popularmente como demon protector. Cuando Demónax tenía cerca de cien años, por saber que ya no podría atender a sus necesidades, se dejó morir de hambre. Recibió magníficos honores fúnebres a cargo de la República, por disposición del pueblo, y la piedra en la que se sentaba pasó a ser considerada sagrada.
El cráter lunar Demonax lleva el nombre del filósofo.